# Ried im Oberinntal

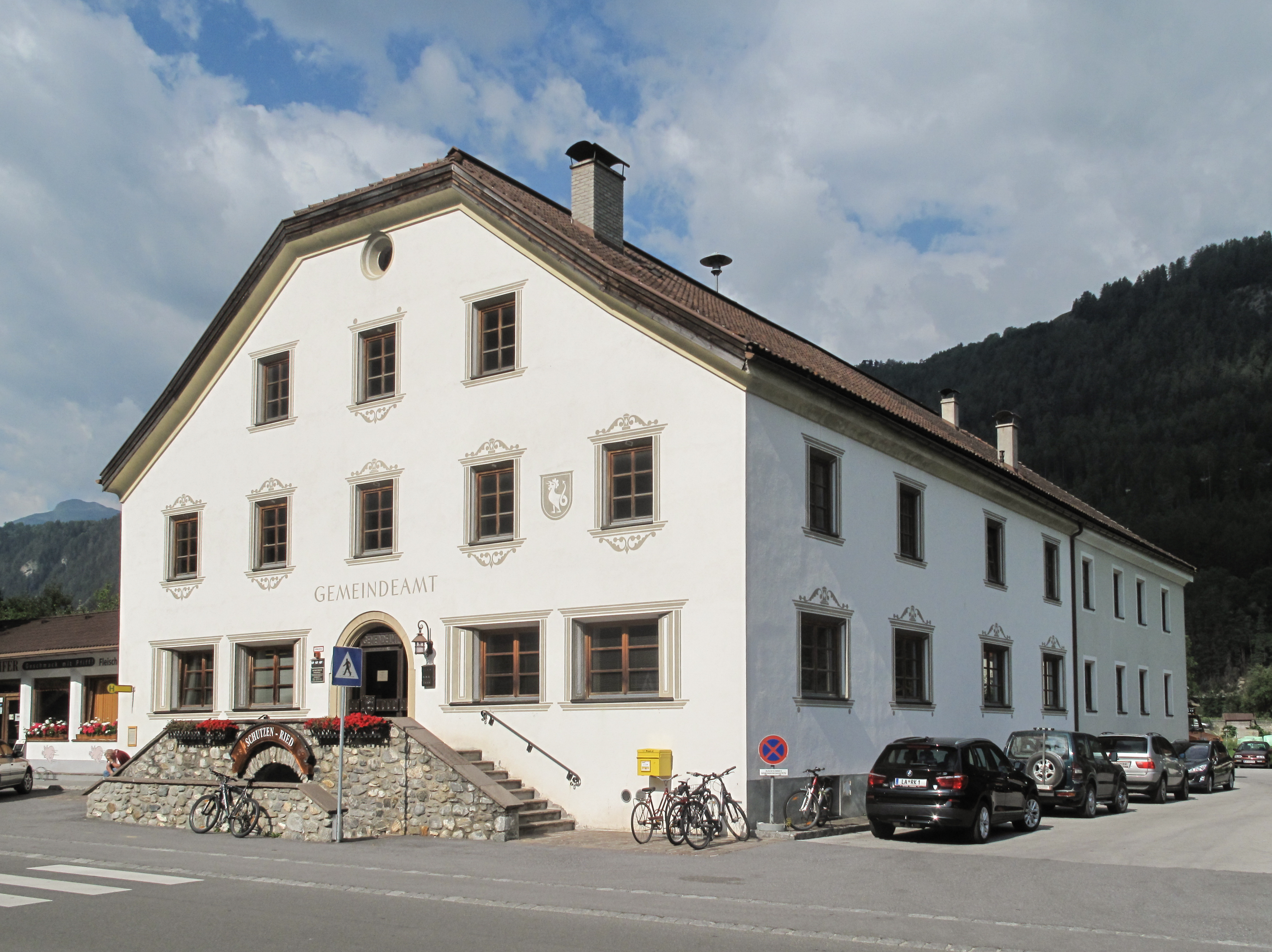
Ried im Oberinntal, stadhuis

Ried im Oberinntal is een gemeente in het district Landeck in de Oostenrijkse deelstaat Tirol. De oppervlakte van de gemeente bedraagt 27,43 km² en de gemeente telt 1317 inwoners. Ried ligt op een hoogte van 877 m aan de Reschenpassstrasse tussen Landeck en de Reschenpas.
De naam Ried betekent moerasachtig gebied. Archeologische vondsten hebben aangetoond dat het gebied rondom Ried al in de bronstijd en door de Romeinen werd bewoond. Het dorp ontstond rondom een toren, van waaruit het verkeer over de Romeinse Via Claudia Augusta werd gecontroleerd. In de 12e eeuw werd Ried voor het eerst in officiële aktes vernoemd.
Sigismund "der Münzreiche" liet de toren tot een jachtslotje verbouwen waarbij het slotje de naam Siegmundsried kreeg. Vanaf de 17e eeuw was het slot bestuurscentrum en huisvesting van het kantongerecht. Sinds 1978 is het kantongerecht naar Landeck verplaatst. Het slot deed daarna tot het midden van de jaren negentig van de vorige eeuw dienst als opslagplaats voor het Oostenrijkse leger.
Daarna is het slot overgedragen aan de gemeente Ried, die er een museum wil huisvesten.
Belangrijkste bron van inkomsten in Ried is zowel het zomer- als het wintertoerisme. Het dorp kent enkele hotels, verschillende vakantiewoningen en pensions. Ook is er in Ried een camping. Ried ligt in de nabijheid van de bekende wintersportplaatsen Serfaus en Fiss. Verder zijn de skigebieden van Nauders, Samnaun, Kaunertal, en Zams allemaal binnen 30 km gelegen. Vanuit Ried is het mogelijk om met een skilift naar het skigebied van Fendels te reizen.
De parochiekerk van de paters Kapucijnen werd in 1397 voor het eerst in akten genoemd en is in Barokstijl gebouwd.

## Buurgemeenten
Prutz, Fendels, Kaunertal, Tösens, Serfaus, Fiss, Ladis
Faggen · Fendels · Fiss · Fließ · Flirsch · Galtür · Grins · Ischgl · Kappl · Kaunerberg · Kaunertal · Kauns · Ladis · Landeck · Nauders · Pettneu am Arlberg · Pfunds · Pians · Prutz · Ried im Oberinntal · Sankt Anton am Arlberg · Schönwies · See · Serfaus · Spiss · Stanz bei Landeck · Strengen · Tobadill · Tösens  · Zams
- Gemeinsame Normdatei: 4310147-1
- Library of Congress Control Number: no2008155825
- Virtual International Authority File: 132086427